# Cruzeiro do Sul, Acre
Cruzeiro do Sul är en ort i västra Brasilien och är den näst största orten i delstaten Acre. Den är belägen vid Juruáfloden och folkmängden uppgick till cirka 55 000 invånare vid folkräkningen 2010. Staden har en internationell flygplats.